# ريكاردو خوليو
ريكاردو خوليو (بالإسبانية: Ricardo Julio)‏ هو دراج أرجنتيني، ولد في 13 يناير 1976.

## وصلات خارجية
- ريكاردو خوليو على موقع الاتحاد الدولي للدراجات (الإنجليزية)
- ريكاردو خوليو على موقع أرشيف الدراجات (الإنجليزية)
- ريكاردو خوليو على موقع إحصائيات الدراجات الإحترافية (الإنجليزية)